# Столична територия Исламабад
Столична територия Исламабад е една от двете федерални територии на Пакистан. Площта ѝ е 897,8 квадратни километра и население 2 001 579 души (по преброяване от март 2017 г.).. Включва Исламабад, столицата на Пакистан, като само площта на столицата е 906 кв. км. Национален и официален език е урду. Английският език също има официален статут в територията.